# Szkielet wewnętrzny

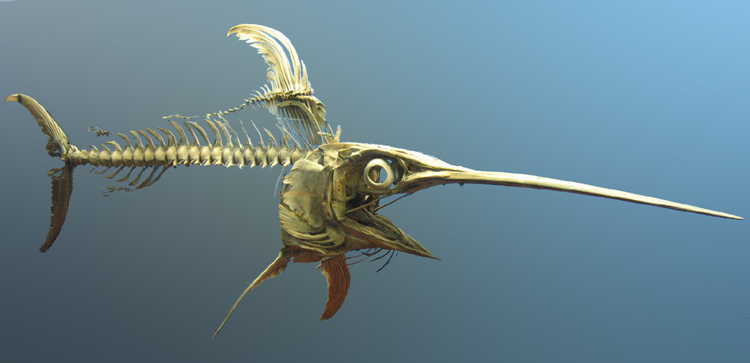
Endoszkielet miecznika

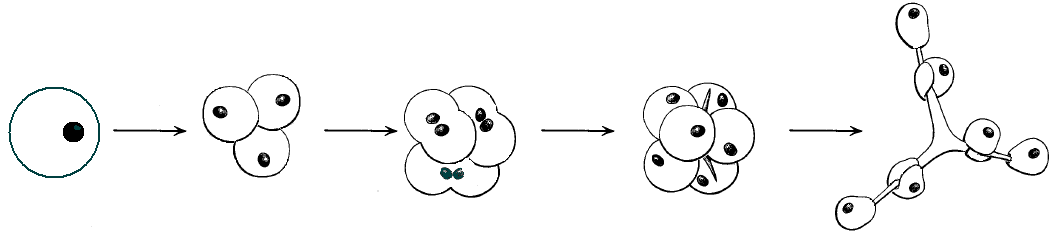
Tworzenie igieł u gąbek wapiennych

Szkielet wewnętrzny (endoszkielet) – szkielet znajdujący się wewnątrz ciała, otoczony innymi tkankami. U kręgowców składa się z kości i chrząstek. Kości pojawiają się w tych miejscach, w których jest potrzebna sztywność i wytrzymałość na obciążenia, a chrząstki tam gdzie jest potrzebna sprężystość. Na przykład nos człowieka i krtań zbudowane są z chrząstek. Chrząstki służą też jako amortyzatory w stawach. U bezkręgowców szkielet wewnętrzny bywa inaczej zbudowany. U bezkręgowych strunowców budowany jest przez strunę grzbietową. U głowonogów chrzęstny szkielet osłania niektóre narządy. U gąbek zbudowany jest z igieł o różnej budowie fizycznej i chemicznej. Podobnie jak egzoszkielet dostarcza on twardego oparcia i zaczepu dla mięśni, przez co możliwy jest ruch. Jego ewolucyjną przewagą nad egzoszkieletem jest możliwość ciągłego wzrostu bez konieczności linienia.
W stawach części szkieletu są połączone za pomocą więzadeł, tj. twardych, mało elastycznych pasm, które łączą kości po jednej stronie stawu z kośćmi po drugiej jego stronie. 
Mała elastyczność wiązadeł i ich powolne gojenie się wyjaśniają dlaczego kontuzje kolana mają często zgubne skutki dla kariery sportowców.